# 백운동천
백운동천(白雲洞川)은 창의문 기슭에서 발원하는 하천으로, 청계천의 도성 내 지류 중 가장 길어 청계천의 본류로 간주된다. 준천사실에는 백운동래자(白雲洞來者)로, 한경지략에는 백운동천수(白雲洞川水)로, 동국여지비고에는 원출인왕산백운동(源出仁王山白雲洞)으로 되어 있다. 1950년대 이후에는 지역명을 따 청운천(淸雲川)으로 불리기도 했다.
현재는 계곡수가 유입되는 상류의 일부를 제외하고 완전히 복개되어 자하문로 등으로 쓰이고 있다. 서울특별시는 2013년 11월에 ‘청계천 2050 마스터플랜 계획’을 발표하였는데, 이에 따르면 2030년까지 백운동천의 계곡수를 청계천으로 유입시킬 예정이다. 복개 이전의 하천은 현재의 청계광장 위치에서 삼청동천(청계천의 중요 지류)과 합류하였다.

## 연혁
- 1925년 : 도렴동~내자동~신교동 간 1,395m 백운동천 복개 착공. 도렴동~내자동 간 약 290m의 복개도로(현 새문안로3길) 개통.[4][5]
- 1926년~1929년 : 내자동~신교동 간 약 970m의 복개도로(현 자하문로) 건설. 당시에는 현재의 자하문로 서쪽 차선을 차지하던 2차선 미만의 도로였음.[6]
- 1978년 12월 27일 : 내자동~청운국민학교앞 1.6km 4차선 확장 개통. 백운동천 복개도로와, 현재의 자하문로 동쪽 차선을 차지하던 2차선 미만의 도로 사이에 있던 집들을 철거하여 확장함.[7][6]

## 백운동 계곡
백운동 계곡은 백운동천 상류의 계곡부를 의미한다.

## 과거의 다리
조선 시대의 백운동천의 다리 목록이다. 송기교 이후부터 영도교까지의 다리는 이곳을 참고한다.
- 신교(新橋) : 신교동 70번지 신교119안전센터와 궁정동 9번지 사이에 있었다.[8] 서울청운초등학교에 난간석이 남아 있다.[9]
- 자수궁교(慈壽宮橋) : 옥인동 21번지 자수궁 앞[10], 지금의 자하문로-자하문로16길-17길 사거리 부근에 있었다. 줄여서 자수교(慈壽橋) 또는 자교(慈橋)라고도 불렸으며[11], 승정원일기에는 자시궁교(慈始宮橋)로도 기록되어 있다. 1927년에 백운동천에 암거 공사를 진행하면서 소멸되었다.[12]
- 금천교(禁川橋) : 지금의 금천교시장 앞에 있었으며, 고려 충숙왕 때 지어졌다고 한다.[13] 물이 흘러나가는 곳은 마치 세 개의 구멍이 있는 수문과 같은 모양으로 되었는데, 돌 위에는 귀면과 연꽃 등의 문양이 양각되어 궁궐에 온 듯한 느낌을 들게 하였다.[14] 1928년 백운동천을 복개하여 지금의 자하문로를 만들면서 철거되었다.[15] 금청교(禁淸橋)[16]나 금충교(禁忠橋)[17]로도 불렸으며, 궁궐의 금천과는 관계없다.
- 종침교(琮沈橋) : 내자동 종교교회 앞에 있던 돌다리로, 종침다리 또는 종교(宗橋)라고도 하였다.[18] 1908년, 종침교 건너편 한옥의 예배당을 ‘종교교회’라고 부르게 된 유래가 되었다.[19] 성종 때 윤씨 폐비를 논하기 위해 입궐하던 허종, 허침 형제가 일부러 다리 밑으로 떨어져 이후 연산군의 갑자사화 때 화를 면했다고 해서 형제의 이름을 한 글자씩 따서 종침교라 불리기 시작했다고 하며, 그 이전에는 송첨교(松籤橋)라 불렸다.[20] 1925년 백운동천 복개 과정에서 철거되었다고 한다.[21]
- 송기교(松杞橋) : 신문로1가 23번지에 있었으며, 송기전교(松肌廛橋)라고도 불렀다.[18] 송기교를 기준으로 백운동천이 청계천으로 바뀐다.[18]

## 사진

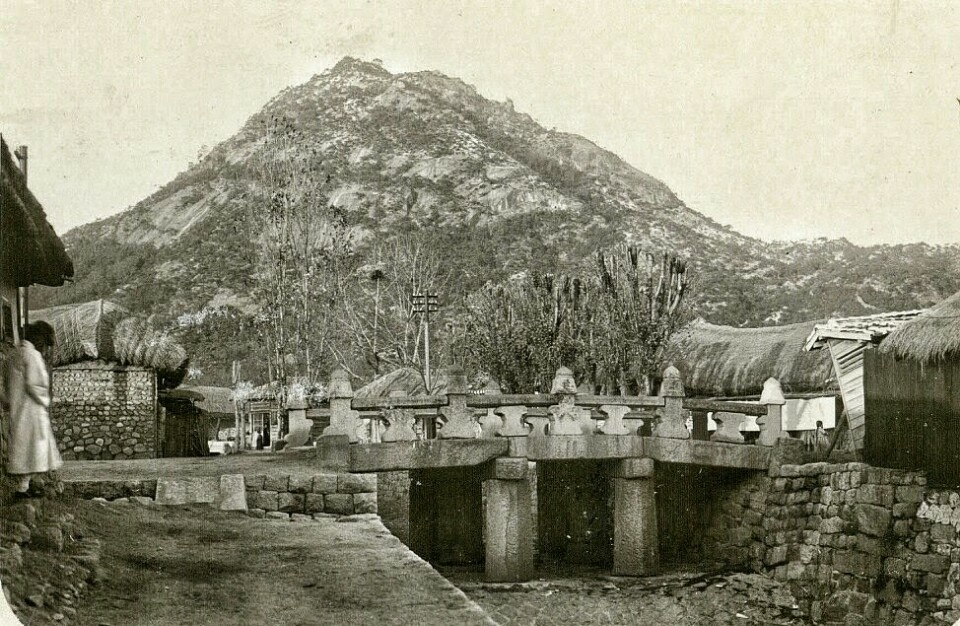
신교 (1900년 촬영)
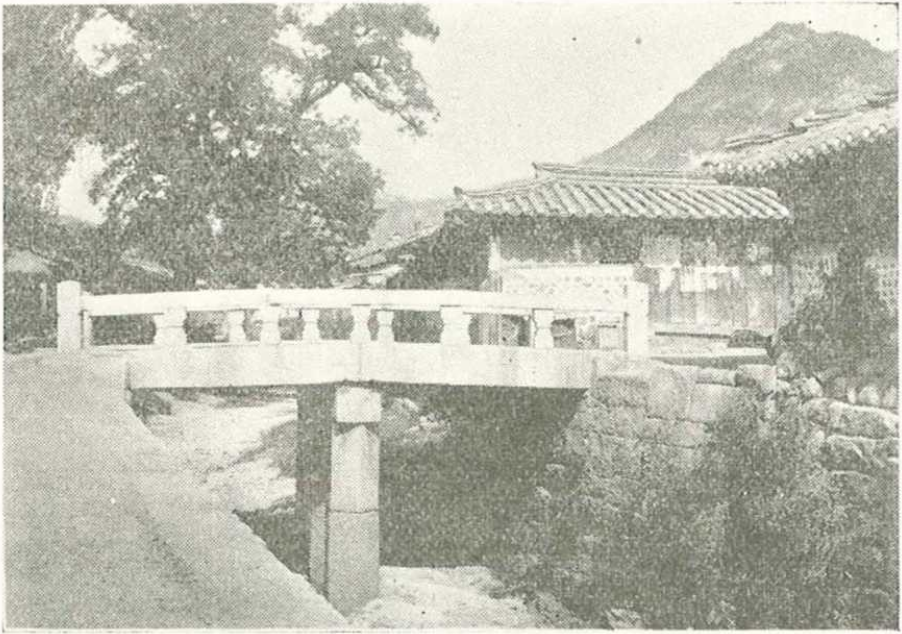
자수궁교
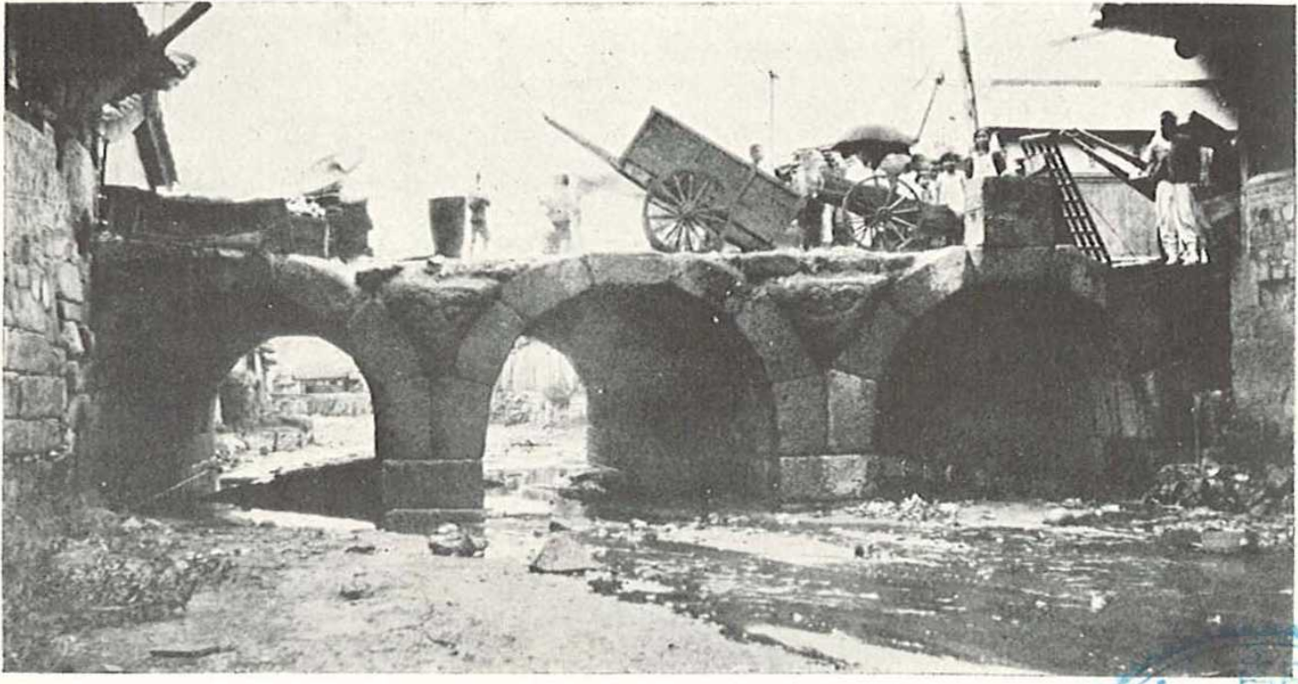
금천교 (1928년 이전 촬영)